# ロルフ・シンガー

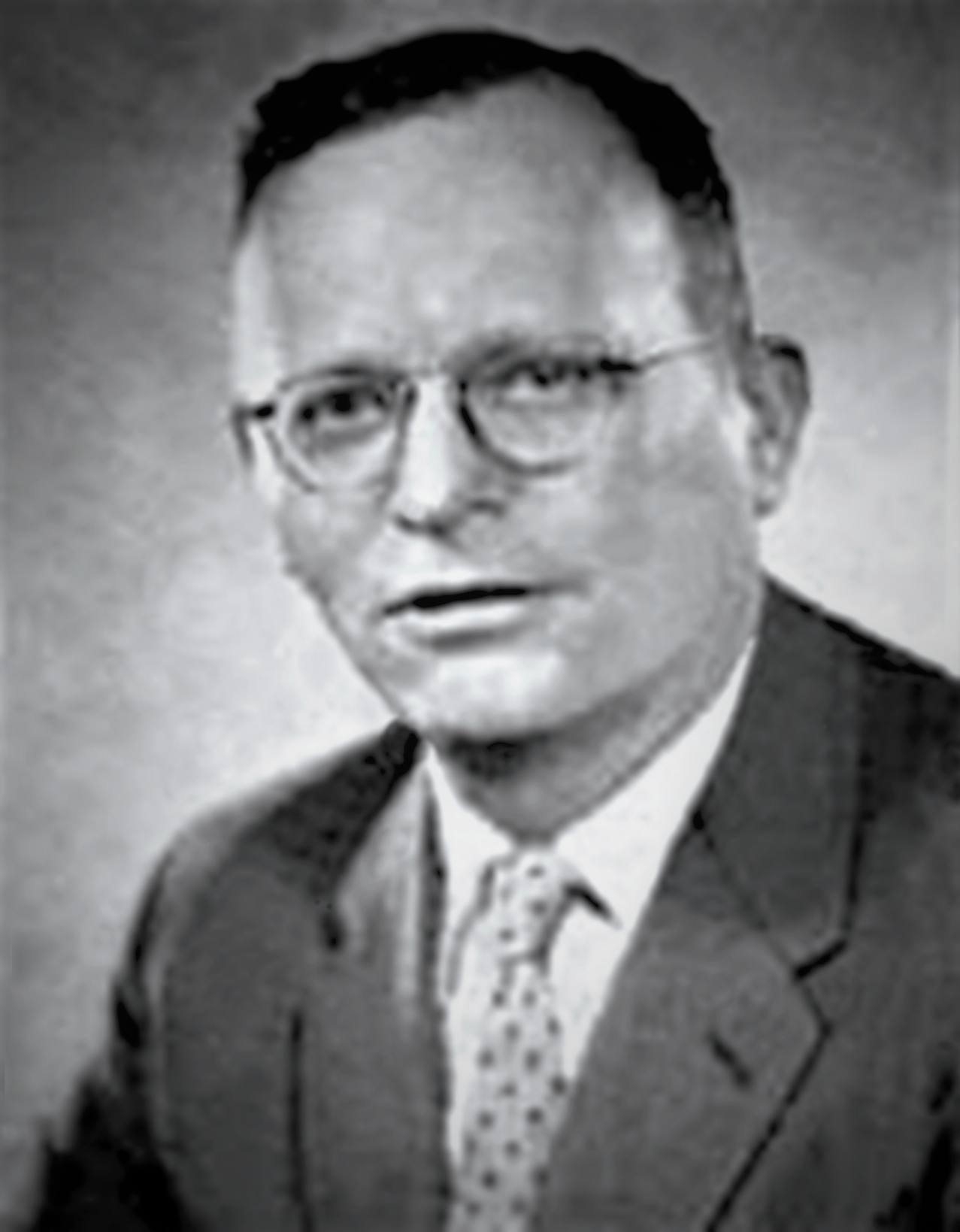
ロルフ・シンガー

ロルフ・シンガー（Rolf Singer、1904年6月23日 - 1994年1月18日）は、ドイツ出身のアメリカ合衆国の菌類学者。20世紀で重要な菌類学者の一人と言われる。　

## 略歴
ドイツ、オーバーバイエルンのSchlierseeに動物画家、風俗画家、Albert Singer の息子に生まれた。高校時代からキノコの研究を行い、1922年には中央ヨーロッパのキノコに関する論文を発表していた。最初、ミュンヘン大学で薬学（化学）を学んだ後、1928年にウィーン大学に移り、植物分類学者、リヒャルト・ヴェットシュタインのもとで学び菌類の研究で博士号を得た。ウィーン大学で研究中に2度、コーカサスの調査に参加し、調査報告を出版した。
ナチスが政権を取ると、ドイツ系ユダヤ人のために、バルセロナに移り、自治大学の助教授になるが、スペイン政府の迫害に遭い、1934年にパリに移りパリ自然史博物館の研究資金を受けた。1936年からソ連のレニングラードで、ソビエト科学アカデミーの植物園で1941年まで働いた。その間シベリアなどで調査旅行を行った。
1941年からアメリカに移住した。ハーバード大学のファロー標本館で7年間働き、研究員、副館長を務め、館長のリンダー（David Hunt Linder）が没した後、館長となった。この間、バージニア大学でも教えた。
1948年からアルゼンチンの国立トゥクマン大学の教授となり、1961年からブエノスアイレス大学の教授になった。この間、チリ、ブラジルの菌類を研究した。1963年にイリノイ大学のフィールド博物館に招かれ、その後没するまで、フィールド博物館を拠点に研究した。
ハラタケ目を中心に菌類の分類の見直しを行い、多数のキノコに学名を付けた。

## 著作
- The Agaricales in Modern Taxonomy (4. Auflage, 981 Seiten) erschienen 1986. Koeltz Scientific Books, Koenigstein. ISBN 3-87429-254-1.
- Mushrooms and Truffles. Botany, Cultivation and Utilization, Koeltz Scientific Books. ISBN 3-87429-258-4